# Caumont-sur-Orne
Caumont-sur-Orne är en kommun i departementet Calvados i regionen Normandie i norra Frankrike. Kommunen ligger i kantonen Thury-Harcourt som ligger i arrondissementet Caen. År 2018 hade Caumont-sur-Orne 75 invånare.

## Befolkningsutveckling
Antalet invånare i kommunen Caumont-sur-Orne
Referens: INSEE